# 林格 (明尼蘇達州)
林格（英語：Ringe）是位於美國明尼蘇達州奧姆斯特德縣法明頓鎮區及黑弗里爾鎮區的一個非建制地區。

## 地理
林格所處的海拔為高於海平面368米（即1207英呎），而該地所採用的時區為UTC-6，即北美中部時區（CST）。同時該地設有夏令時間，為UTC-6調快一小時，即UTC-5（CDT）。